# Chanceler Federal da Suíça
O Chanceler Federal da Suíça é o título do chefe da Chancelaria Federal Suíça que atua como estado-geral do Conselho Federal de sete membros. O chanceler suíço não é membro do governo e o cargo de chanceler não é de forma alguma comparável ao do chanceler da Alemanha ou do chanceler da Áustria.
O cargo é uma nomeação política e tem apenas um papel tecnocrático, sendo é eleito para um mandato de quatro anos pela Assembleia Federal, reunida como Assembleia Federal Unida, ao mesmo tempo que elege o Conselho Federal. O Chanceler assiste às reuniões do Conselho Federal, mas não tem direito a voto. O Chanceler também prepara os relatórios do Conselho Federal para a Assembleia Federal sobre sua política e atividades. Ainda assim, a posição do Chanceler é frequentemente referida como a de um "oitavo Conselheiro Federal". A chancelaria também é responsável pela publicação de todas as leis federais.
Um ou dois vice-chanceleres também são nomeados. Ao contrário do chanceler, são indicados diretamente pelo Conselho Federal. Antes de 1852, o cargo era chamado de Secretário de Estado da Confederação.

## Titular
O atual Chanceler, Viktor Rossi, membro do Partido Verde Liberal de Berna, foi eleito em 13 de dezembro de 2023 e iniciou o seu mandato em 1 de janeiro de 2024.